# Luka Bogdan
Pour les articles homonymes, voir Bogdan.
Luka Bogdan, né le 26 mars 1996 à Split en Croatie, est un footballeur croate qui évolue au poste de défenseur central à l'US Salernitana 1919.

## Biographie

### Débuts professionnels
Né à Split en Croatie, Luka Bogdan est notamment formé par le Red Bull Salzbourg. Il ne joue cependant pas en équipe première avec ce club, et réalise ses débuts professionnels avec le HB Køge, en 2014.

### Calcio Catane
Le 19 juillet 2017, Luka Bogdan rejoint le Calcio Catane, club évoluant alors en Serie C lors de la saison 2017-2018. Il joue son premier match sous ses nouvelles couleurs le 2 septembre 2017, face au Casertana FC, en championnat. Son équipe s'incline sur le score d'un but à zéro ce jour-là. Il inscrit son premier but le 21 octobre de la même année, lors d'une défaite face au Sicula Leonzio (1-2). Bogdan est à nouveau buteur le 25 mars 2018, lors de la large victoire de son équipe contre le Paganese Calcio 1926 (6-0). En tout, il joue 35 matchs pour deux buts toutes compétitions confondues avec le Calcio Catane.

### AS Livourne
Luka Bogdan s'engage à l'AS Livourne, en Serie B, le 20 juillet 2018. Il joue son premier match sous ses nouvelles couleurs le 25 septembre 2018, lors d'une rencontre de championnat perdue face à l'US Lecce (0-3).

### US Salernitana
Le 25 septembre 2020, Luka Bogdan rejoint l'US Salernitana 1919 sous forme de prêt avec obligation d'achat. Lors de cette saison 2020-2021, il participe à la montée du club en première division, 23 ans après l'avoir quittée.

## Palmarès
- Vainqueur du Groupe A de Serie C en 2018 avec l'AS Livourne